# لشکر ۱۴ نیروهای ویژه (سوریه)
لشکر ۱۴ نیروهای ویژه سوریه (انگلیسی: 14th Special Forces Division) لشکر نیروهای ویژه و ضدتروریسم نیروی زمینی سوریه است، که در سال ۱۹۹۰ تأسیس شد. ستاد فرماندهی لشکر ۱۴ در شهر دمشق قرار دارد.
سوری‌ها از اصطلاح «نیروهای ویژه» برای توصیف لشکرهای چهاردهم، پانزدهم و همچنین هنگ‌های مستقل «نیروهای ویژه» استفاده می‌کردند، اما آنها چه از نظر مأموریت و چه از نظر ترکیب، بیشتر به واحدهای پیاده نظام سبک متعارف شباهت داشتند تا نیروهای ویژه غربی.
اصطلاح «نیروهای ویژه» ظاهراً به دلیل آموزش‌های تخصصی آنها در عملیات‌های هوابرد و حمله هوایی به کار می‌رفت، اما آنها فقط در رابطه با تیپ‌های زرهی و مکانیزه متعارف ارتش سوریه به عنوان نیروهای پیاده نظام سبک و نخبه در نظر گرفته می‌شدند.